# Aleksander Araszkiewicz
Aleksander Stanisław Araszkiewicz (ur. 1946 w Józefowie k. Poznania) – polski lekarz, profesor nauk medycznych, specjalista psychiatra i psychoterapeuta. Profesor na Wydziale Medycznym Politechniki Bydgoskiej im. Jana i Jędrzeja Śniadeckich. Kierownik Katedry i Kliniki Psychiatrii w Collegium Medicum im. Ludwika Rydygiera w Bydgoszczy Uniwersytetu Mikołaja Kopernika w Toruniu w latach 1995-2021. Od 1995 roku konsultant wojewódzki w dziedzinie psychiatrii województwa kujawsko-pomorskiego.

## Życiorys
Ukończył studia na Wydziale Lekarskim Wojskowej Akademii Medycznej w Łodzi w 1970. W latach 1995–2021 zajmował stanowisko kierownika Katedry i Kliniki Psychiatrii Akademii Medycznej w Bydgoszczy (w 2004 przekształconej w Collegium Medicum Uniwersytetu Mikołaja Kopernika) oraz kierownika Kliniki Psychiatrii Szpitala Uniwersyteckiego nr 1 im. dr. Antoniego Jurasza w Bydgoszczy. W 2001 uzyskał tytuł naukowy profesora nauk medycznych. Od 2023 w Katedrze Medycyny Klinicznej PBŚ współtworzy kadrę nowego Wydziału Medycznego Politechniki Bydgoskiej im. Jana i Jędrzeja Śniadeckich.
W latach 2007–2010 pełnił funkcję prezesa Polskiego Towarzystwa Psychiatrycznego, a następnie Rzecznika Dyscyplinarnego PTP. Podczas Walnego Zgromadzenia Delegatów PTP w 2016 roku, w uznaniu zasług dla polskiej psychiatrii, uzyskał godność Honorowego Członka Polskiego Towarzystwa Psychiatrycznego. W 2020 uhonorowany wpisem w Bydgoskiej Alei Autografów na ulicy Długiej.
Został odznaczony Krzyżem Kawalerskim (2000) i Oficerskim (2023) Orderu Odrodzenia Polski.